# Lakeland Provincial Park
Lakeland Provincial Park är en park i Kanada.   Den ligger i provinsen Alberta, i den centrala delen av landet, 2 700 km väster om huvudstaden Ottawa. Lakeland Provincial Park ligger 666 meter över havet. Den ligger vid sjöarna  Blackett Lake och Kinnaird Lake.
Terrängen runt Lakeland Provincial Park är huvudsakligen platt. Lakeland Provincial Park ligger uppe på en höjd. Trakten runt Lakeland Provincial Park är nära nog obefolkad, med mindre än två invånare per kvadratkilometer.. Det finns inga samhällen i närheten. 
I omgivningarna runt Lakeland Provincial Park växer i huvudsak blandskog.